# Plagiotrochus quercusilicis
Espèce
Plagiotrochus quercusilicis est une espèce d'insectes hyménoptères de la famille des Cynipidae (les « mouches à galles ») responsable de la galle du Chêne kermès.